# کلمبیاویول (نیویورک)
کلمبیاویول (به انگلیسی: Columbiaville) یک منطقهٔ مسکونی در ایالات متحده آمریکا است که در نیویورک واقع شده است. کلمبیاویول ۴۲٫۹۸ متر بالاتر از سطح دریا قرار دارد.